# Група кордунашких НОП одреда
Група кордунашких НОП одреда је био партизанска формација у саставу Народноослободилачке војске и партизанских одреда Југославије током Другог светског рата у Југославији.

## Историјат
Формирана је почетком фебруара 1942. од 1. и 2. кордунашког НОП одреда, укупне јачине 2113 бораца, наоружаних са 1736 пушака, 48 пушкомитраљеза, 9 митраљеза и 266 пиштоља. Делови 1. и 2. одреда напали су 22. фебруара италијанска и жандармеријска упоришта дуж комуникације Слуњ—Огулин, и после тродневних борби заузели Тоуњски Тржић и Примишље, повезујући слободне територије Групе одреда. Јединице Групе одреда заузеле су 23. фебруара Велику Кладушу коју су браниле италијанске и усташке снаге, па се слободна територија Кордуна проширила и на део Цазинске крајине. Делови усташко-домобранског Утињског здруга почели су 19. марта наступање из Тушиловића, Скакавца и Вргинмоста у правцу Војнића и из Топуског и Врнограча у правцу Велике Кладуше. После петнаестодневних борби са јединицама 1. одреда, заузели су Војнић и Велику Кладушу и прокрстарили Петровом гором, али нису успели да униште 1. кордунашки одред. За то време 2. кордунашки одред остао је неактиван, а у 3. чети 3. батаљона дошло је до четничког пуча (чета је разоружана и убијени су командир и политички комесар чете, командант 3. батаљона и 2. кордунашког одреда). У априлу су јединице усташко-домобранског Утињског здруга безуспешно чистиле подручје између Коране, Мрежнице, Лоскуњске шуме, Бабине и Петрове горе. Око 3500 усташа и домобрана ојачаног Утињског здруга напало је 9. маја на Петровој гори Штаб Групе кордунашких НОП одреда, делове 1. и 2. одреда и новоформирану Пролетерску чету (укупно око 730 бораца). Непријатељ је 13. маја успео да их потисне на узани простор северозападног дела Петрове горе и окружи, али су се они, 14. маја, пробили према Катић-коси и делом према потоку Перни. За време напада усташе су попалиле више села и побиле или одвеле у логоре мноштво народа, већином жена, деце и стараца. Остале јединице Групе нису биле упознате са ситуацијом на Петровој гори, па су успешно напале неке објекте у Северину на Купи, Нетретић, Ласињу и друга мања непријатељска упоришта. Поред мањих акција на комуникацијама Карловац—Вргинмост—Глина и Карловац—Слуњ—Дрежник Град, 1. одред и делови 2. одреда безуспешно су напали 7. јуна делове 11. усташке бојне у Топуском, док су за то време остали делови 2. одреда водили борбе на сектору Дрежник Града, Раковице, Саборског, рушили железничку пругу Карловац—Врховине и са 1. одредом заузели Тржић, у којем су заробили посаду из домобранске 3. бојне 3. пуковније. Почетком јула у саставу Групе одреда формиране су три омладинске чете. У периоду јул—август јединице Групе нападале су усташко-домобранске посаде у Слуњу, Примишљу, Великој Кладуши, Топуском, Вргинмосту, Сичу, Скакавцу и другим селима, и рушиле комуникације Карловац—Огулин, Карловац—Слуњ и Карловац—Вргинмост. Значајније борбе водио је 2. кордунашки одред против делова Личког усташког здруга у рејону Кордунског Љесковца, Машвине, Мудрића и Мочила. Приликом формирања 4. бригаде Хрватске (1. кордунашке) 20. августа 1942, у њен састав ушао је знатан број бораца из 1. и 2. кордунашког одреда, а кад је 16. септембра формирана и 5. бригада Хрватске (2. кордунашка), у њен састав ушли су преостали борци 1. и 2. одреда, кад је и престала
да постоји Група одреда.